# Daniel Zerki
 (janvier 2025).
Si vous disposez d'ouvrages ou d'articles de référence ou si vous connaissez des sites web de qualité traitant du thème abordé ici, merci de compléter l'article en donnant les références utiles à sa vérifiabilité et en les liant à la section « Notes et références ».
Scènes principales
MC93 Bobigny, Théâtre du Rond-Point
Daniel Zerki est un dramaturge, metteur en scène, et acteur français né Daniel Czerczewski à Genève le 9 août 1932 et décédé le 22 janvier 1999 à Paris.

## Biographie
Daniel Zerki, encore enfant, fuit la France et les rafles anti-juives et passe en secret la frontière suisse en 1941. Il se réfugie en Valais, chez des parents éloignés et retourne en France dès 1945. Très tôt, il s'intéresse au théâtre. Il est ainsi l'organisateur de la tournée du Living Theater au début des années 1960. Ami de Samuel Beckett, d'Antonio Tabucchi, il se lie également avec plusieurs membres de l'Oulipo, de Paul Fournel à Hervé Le Tellier. Il est invité d'honneur de l'Oulipo en 1978.
Collaborateur régulier de l'Encyclopædia Universalis, il y rédige de nombreux articles consacrés au théâtre.

## Mises en scènes
- 1968 : Akara de Romain Weingarten, MC93 Bobigny.
- 1981 : Compagnie de Samuel Beckett, Festival d'automne à Paris.
- 1982 : Morale élémentaire de Raymond Queneau, MC 93 Bobigny.
- 1985 : Les Tablettes de Buis de Pascal Quignard, Festival d'Automne.
- 1986 : Éloge de l'ombre de Jun'ichirō Tanizaki, Espace Japon Centre G. Pompidou.
- 1989 : Le Moment de la scène de Jacques Jouet, Auditorium du Musée du Louvre.
- 1992 : Conversation en Sicile de Elio Vittorini, théâtre du Rond-Point.
- 1994 : Le Jeu de l'envers de Antonio Tabucchi, Cartoucherie de Vincennes.
- 1995 : Agonia Confutans de Juan Benet, MC 93 Bobigny.
- 1996 : Foyer jardin de Paul Fournel, Comédie de Saint-Étienne.
- 1996 : Siréplikmacsimum de Hervé Le Tellier, Comédie de Reims.
- 1997 : Requiem de Antonio Tabucchi, le Poche, Genève.
- 1998 : Un papillon qui bat des ailes à New-York peut-il provoquer un typhon à Pékin? de Antonio Tabucchi, Théâtre de l'Épée-de-Bois, La Cartoucherie.